# بلاغت هوش مصنوعی

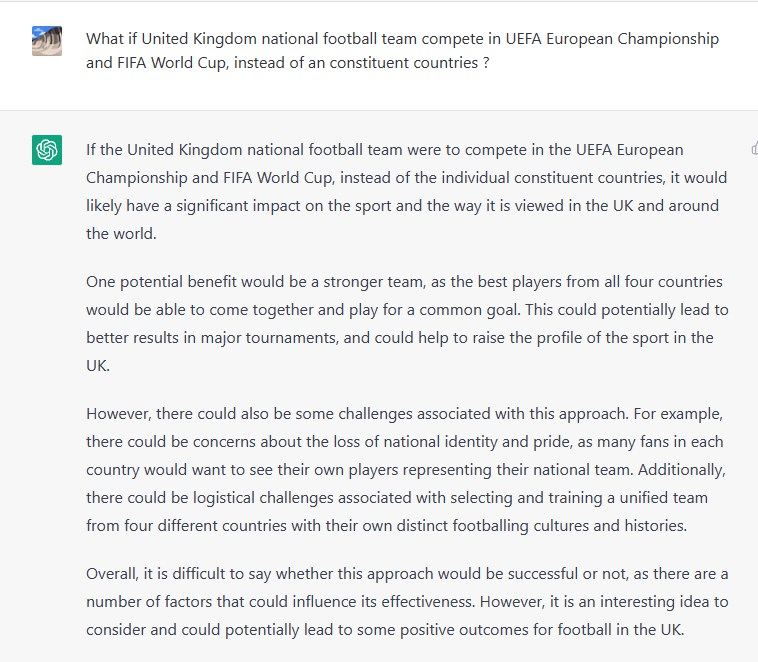
چت‌جی‌پی‌تی استدلال‌هایی را علیه و برای تغییر قوانین احتمالی در مسابقات فوتبال ارائه می‌دهد

بلاغت هوش مصنوعی (انگلیسی: Artificial intelligence rhetoric) اصطلاحی است که عمدتاً به متن و گفتار متقاعدکنندهٔ تولید شده توسط چت‌بات‌ها با استفاده از هوش مصنوعی مولد اطلاق می‌شود، اگرچه این اصطلاح می‌تواند به زبانی که انسان‌ها هنگام برقراری ارتباط با چت‌بات‌ها می‌نویسند یا می‌گویند نیز اطلاق شود. این رشتهٔ نوظهور دانش‌پژوهی بلاغت به زمینه‌های بلاغت دیجیتال و تعامل انسان و رایانه مربوط می‌شود.

## توصیف
زمانی که متن یا گفتار محصول یا خروجی ماشین‌های پیشرفته‌ای باشد که ارتباطات انسانی را به نوعی تقلید می‌کنند، متن متقاعدکننده و گفتار دیجیتال متقاعدکننده را می‌توان به‌عنوان بلاغت هوش مصنوعی بررسی کرد. نمونه‌هایی تاریخی از هوش مصنوعی تخیلی با قابلیت گفتار، در اساطیر، داستان‌های عامیانه و داستان‌های علمی-تخیلی به تصویر کشیده شده‌اند. فناوری رایانه‌ای مدرن از اواسط قرن بیستم تولید آنچه را که می‌توان به عنوان نمونه‌های دنیای واقعی از بلاغت هوش مصنوعی با برنامه‌هایی مانند الیزا ساختهٔ جوزف وایزنبام مطالعه کرد، آغاز کرد، در حالی که توسعهٔ چت‌بات‌ها در دههٔ ۱۹۹۰ پایه و اساس متون تولید شده توسط برنامه‌های هوش مصنوعی مولد سدهٔ بیست و یکم را تقویت کرد.
از منظر دیگری، بلاغت هوش مصنوعی را می‌توان به‌عنوان زبان طبیعی مورد استفادهٔ انسان‌ها، چه به صورت نوشتاری و چه به صورت گفتاری، برای تحریک و هدایت فناوری‌های هوش مصنوعی به روش‌های متقاعدکننده (بر خلاف کدگذاری رایانه‌ای سنتی) درک کرد. این موضوع ارتباط نزدیکی با مفاهیم مهندسی پرسش و هک پرسشی دارد.

## تاریخچه
در حالی که بسیاری از تحقیقات مرتبط با هوش مصنوعی از نظر تاریخی توسط دانشمندان رایانه انجام شده است، اما متخصصان در طیف وسیعی از موضوعات (مانند علوم شناختی، فلسفه، زبان و مطالعات فرهنگی) برای دهه‌ها به رسیدن به درکی قوی‌تر از هوش مصنوعی کمک کرده‌اند. ظهور فناوری‌های هوش مصنوعی سدهٔ بیست و یکم مانند چت‌جی‌پی‌تی، علاقهٔ زیادی را در هنر و علوم انسانی ایجاد کرد. فناوری هوش مصنوعی مولد و چت‌بات‌ها در دههٔ ۲۰۲۰ به شهرت رسید و به سرعت مورد استفادهٔ گسترده قرار گرفت.
پرسش‌ها و نظریه‌ها در مورد قدرت ماشین‌ها، رایانه‌ها و ربات‌ها در برقراری ارتباط متقاعدکننده به ابتدای توسعهٔ رایانه، بیش از یک دهه پیش از ایجاد و آزمایش نخستین برنامه‌های زبان کامپیوتری برمی‌گردد. در سال ۱۹۵۰، آلن تورینگ سناریویی به نام بازی تقلید را تصور کرد که در آن ماشینی که فقط از ارتباطات تایپی استفاده می‌کرد، می‌توانست با موفقیت برنامه‌ریزی شود تا یک مخاطب انسانی را فریب دهد تا تصور کند پاسخ‌های دستگاه از طرف یک شخص است. در دههٔ ۱۹۶۰، برنامه‌های رایانه‌ای که از پردازش زبان طبیعی اولیه استفاده می‌کردند، مانند الیزا ساختهٔ جوزف وایزنبام، شروع به گذر از آزمون تورینگ کردند، زیرا برای افراد تحت آزمایش‌های انسانی که خروجی‌های دستگاه را می‌خواندند، «اثبات این که الیزا انسان نیست، بسیار سخت بود». برنامه‌های زبان رایانه‌ای آینده بر اساس کار وایزنبام ساخته شدند، اما نخستین نسل از چت‌بات‌های اینترنتی در دههٔ ۱۹۹۰ و متعاقباً دستیاران مجازی دههٔ ۲۰۱۰ (مانند سیری اپل و الکسای آمازون) به‌دلیل پاسخ‌های کمتر انسانی و ناتوانی در استدلال به شیوه‌ای مفید، به شدت مورد انتقاد قرار گرفتند.
در اواخر دههٔ ۱۹۸۰ و اوایل دههٔ ۱۹۹۰، محققان علوم انسانی شروع به ایجاد زمینه‌ای برای بلاغت هوش مصنوعی کردند تا این موضوع به یک حوزهٔ مطالعهٔ شناخته‌شده تبدیل شود. کتاب ذهن، زبان، ماشین: هوش مصنوعی در عصر پساساختارگرایی اثر مایکل ال. جانسون به بحث پیرامون «تلفیق میان‌رشته‌ای» لازم برای هدایت درک رابطهٔ بین هوش مصنوعی و بلاغت پرداخت. لینیت هانتر، استاد تاریخ بلاغت و عملکرد در دانشگاه کالیفرنیا، دیویس، «بلاغت و هوش مصنوعی» را در سال ۱۹۹۱ منتشر کرد و از نخستین کسانی بود که مستقیماً دید علم بلاغت را متوجه هوش مصنوعی کرد.
تحولات سدهٔ بیست و یکم در زمینهٔ دانش‌پژوهی بلاغت هوش مصنوعی در شمارهٔ ویژهٔ ژوئیهٔ ۲۰۲۴ از فصلنامه جامعه علم بلاغت، که به «بلاغت برای/با هوش مصنوعی» اختصاص دارد، بیان شده است. اسکات گراهام و زولتان پی. مجدیک، ویراستاران این شمارهٔ ویژه، با بیان این که «پژوهش‌های بلاغی مرتبط با هوش مصنوعی، تمام انواع حوزه‌های تخصصی را درگیر می‌کنند [...] زیرا هوش مصنوعی اکنون تقریباً در تمام زمینه‌های فعالیت‌های انسانی دخیل است، بلاغت هوش مصنوعی می‌تواند به بحث‌های دیرینهٔ بلاغت علم، بلاغت بهداشت و پزشکی، بلاغت فرهنگی، مشکلات عمومی، مطالعات نویسندگی، بلاغت ایدئولوژیک و بسیاری زمینه‌های دیگر کمک کند. اما پژوهش پیرامون بلاغت هوش مصنوعی می‌تواند دیدگاه‌های زیادی را نسبت به مطالعهٔ گسترده‌تر و میان‌رشته‌ای خود هوش مصنوعی نیز ارائه دهد»، وضعیت این حوزه را به‌طور مختصر بیان کرده‌اند. : ۲۲۳–۴ 

## پوشش رسانه‌ای
از زمان انتشار چت‌جی‌پی‌تی در سال ۲۰۲۲، بسیاری از نشریات برجسته بر قابلیت‌های متقاعدکنندهٔ غیرعادی مدل‌های هوش مصنوعی مبتنی بر زبان مانند چت‌بات‌هل تمرکز کرده‌اند. کوین روز، ستون‌نویس فناوری در نیویورک تایمز، در سال ۲۰۲۳ یک مقالهٔ پربازدید نوشت که به چگونگی تلاش یک ربات هوش مصنوعی ساختهٔ مایکروسافت به نام سیدنی در جهت متقاعد کردن او برای ترک همسرش می‌پرداخت. او در ادامه در مقاله‌ای در سال ۲۰۲۴ «دنیای جدیدی از دخالت هوش مصنوعی» را توصیف کرد که در آن کاربران می‌توانند با تکیه بر مهندسی پرسش خلاقانه بر خروجی برنامه‌های هوش مصنوعی مولد اثر بگذارند. گزارش فوریهٔ ۲۰۲۴ که مجلهٔ نیچر به آن استناد کرده است، مدعی ارائهٔ «نخستین شواهد تجربی مبنی بر چگونگی توانایی محتوای تولیدشده توسط هوش مصنوعی در مقیاس کردن متقاعدسازی شخصی» تنها با اطلاعاتی محدود پیرامون مخاطب پیام شده است. روان‌شناسی امروز با استفاده از عنوان جالب توجه «هوش مصنوعی متقاعدکننده‌تر از انسان‌ها می‌شود»، یک مطالعهٔ انجام‌شده در سال ۲۰۲۴ را گزارش کرد.

## بلاغت هوش مصنوعی در آموزش
علاوه بر قابلیت‌های بلاغی هوش مصنوعی که در اوایل دههٔ ۲۰۲۰ در رسانه‌ها مورد توجه قرار گرفت، بسیاری از کالج‌ها و دانشگاه‌ها شروع به ارائهٔ دوره‌های کارشناسی، فارغ‌التحصیلی و گواهی‌نامه‌ای در زمینه‌های هوش مصنوعی و خطابه‌های هوش مصنوعی کردند، که دارای عناوینی نظیر «بلاغت هوش مصنوعی و ربات‌ها» مورد استفادهٔ استنفورد و «بلاغت هوش مصنوعی» در دانشگاه فلوریدا بودند. مدارس ابتدایی و متوسطه که برنامه‌های درسی سواد هوش مصنوعی را طراحی و اجرا می‌کنند، مفاهیم بلاغت هوش مصنوعی را نیز در درس‌های سوگیری هوش مصنوعی و استفاده اخلاقی از هوش مصنوعی گنجانده‌اند.